# Pedro de Castro, 3.º Conde de Monsanto

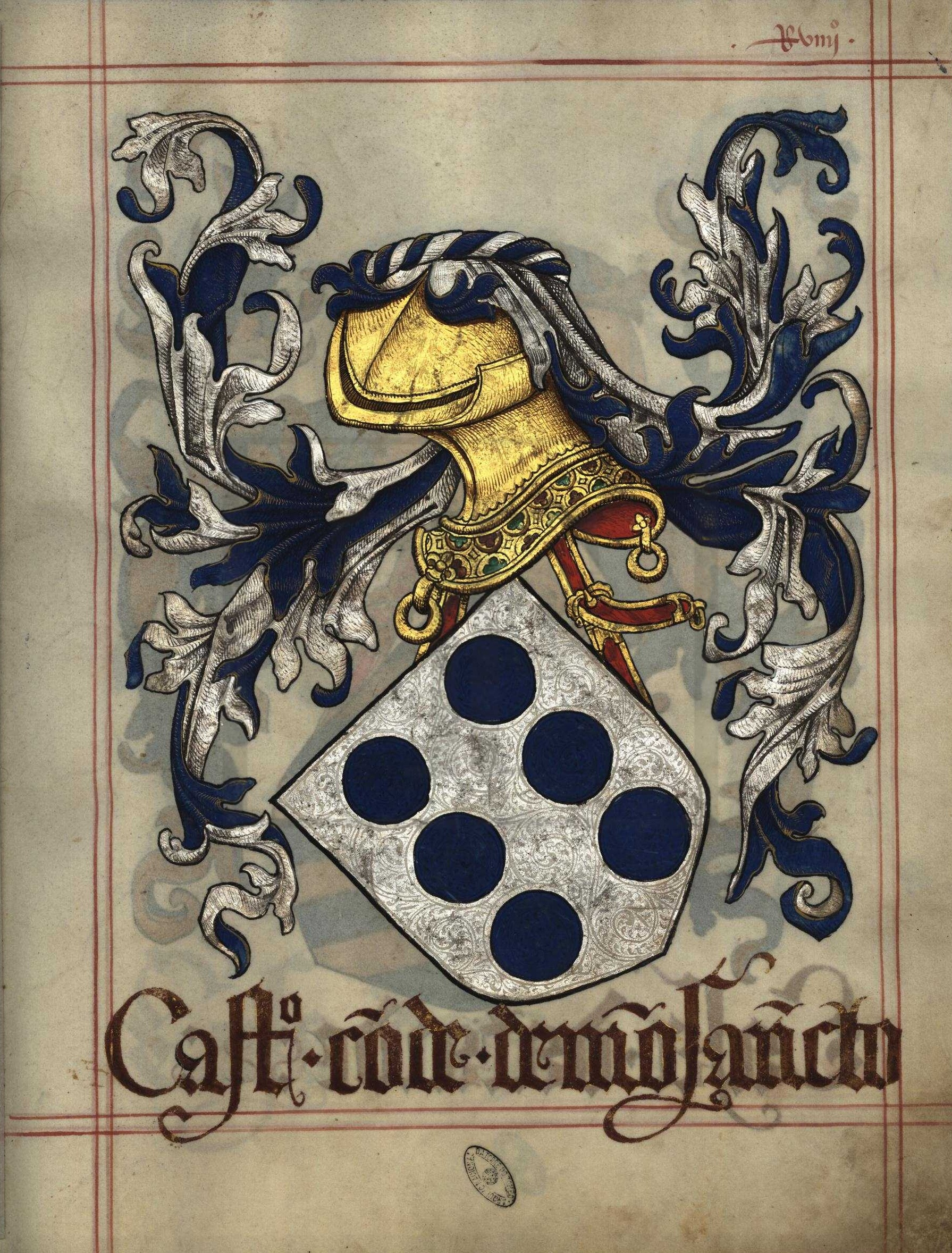
Armas de Castro conde de Monsanto, in Livro do Armeiro-Mor (fl 49^{r}) (1509)

D. Pedro de Castro (c. 1460 - 5 de Fevereiro de 1529), nascido D. Pedro de Noronha na Casa dos Marqueses de Vila Real, foi vedor da Fazenda, pelo menos, entre 1482 e 1529, e era cavaleiro do Conselho, tendo, já no reinado de D. João III, sido agraciado com o título de Conde de Monsanto.

## Dados genealógicos
Era filho de João de Noronha, senhor de Sortelha e de sua mulher D. Joana de Castro, senhora de Cascais e Monsanto. 
O seu pai era o filho secundogénito de Fernando de Noronha, 2.º Conde de Vila Real, e foi Governador de Ceuta (1481-1487). Entre os seus irmãos contam-se Brites de Noronha, casada com D. Diogo Pereira, 2.º Conde da Feira, e Margarida de Noronha, senhora de Sarzedas.
O seu avô materno D. Álvaro de Castro, 1.º Conde de Monsanto, morreu na conquista de Arzila em 1471, liderada pelo rei D. Afonso V. O herdeiro da Casa de Monsanto, D. João de Castro, 2.º Conde de Monsanto morreu em 1496 sem deixar descendência. O outro filho varão de D. Álvaro de Castro havia morrido em Tânger sem nunca casar. Pelo que a herança de seu avô transitou para a filha mais velha deste, a mãe de D. Pedro. Este herdou assim o Condado de Monsanto, adoptando o nome de seu avô para que não morresse a linhagem dos Castro.
D. Pedro de Castro casou em 1492, em primeira núpcias, com D. Joana de Menezes, filha de Fernando de Menezes, o Narizes, e neta de D. Duarte de Menezes, Conde de Viana. Não houve descendência deste matrimónio.
D. Pedro de Castro casou em 1497, em segundas núpcias, com D. Inês da Silva e Ayala, filha do Mordomo-Mor D. Diogo da Silva, 1.º Conde de Portalegre. Deste segundo casamento nasceram quatro filhos:
- D. Luís de Castro, senhor de Cascais e Monsanto (c. 1500 -?), cujo filho, D. António de Castro, herdaria o Condado de Monsanto.
- D. Maria de Castro e Ayala, casada com D. Fernando de Castro, senhor do Paul do Boquilobo.
- D. Luísa de Castro, casada com D. João de Menezes, senhor de Tarouca.
- D. Luísa de Castro, a Beça, casada com Pedro da Cunha, senhor de Gestaçô